# Felice Romano (calciatore)
Felice Romano (Buenos Aires, 6 luglio 1894 – Reggio Emilia, 20 agosto 1971) è stato un calciatore e allenatore di calcio argentino naturalizzato italiano, nato in Argentina che vestì sia la maglia della Nazionale italiana che di quella francese.
In Francia era conosciuto come Félix Romano, mentre in Italia il suo nome venne italianizzato in Felice. Nei tabellini appariva come Romano II per distinguerlo dal fratello maggiore Paul Romano, noto come Romano I.

## Carriera

### Giocatore

#### Club
Nato in Argentina da una famiglia di origini liguri, mosse i suoi primi passi nel Vila Klein Buenos Aires.
Trasferitosi in Francia, giocò nel Paris Star, nell'Étoile des Deux Lacs e nel FEC Levallois.

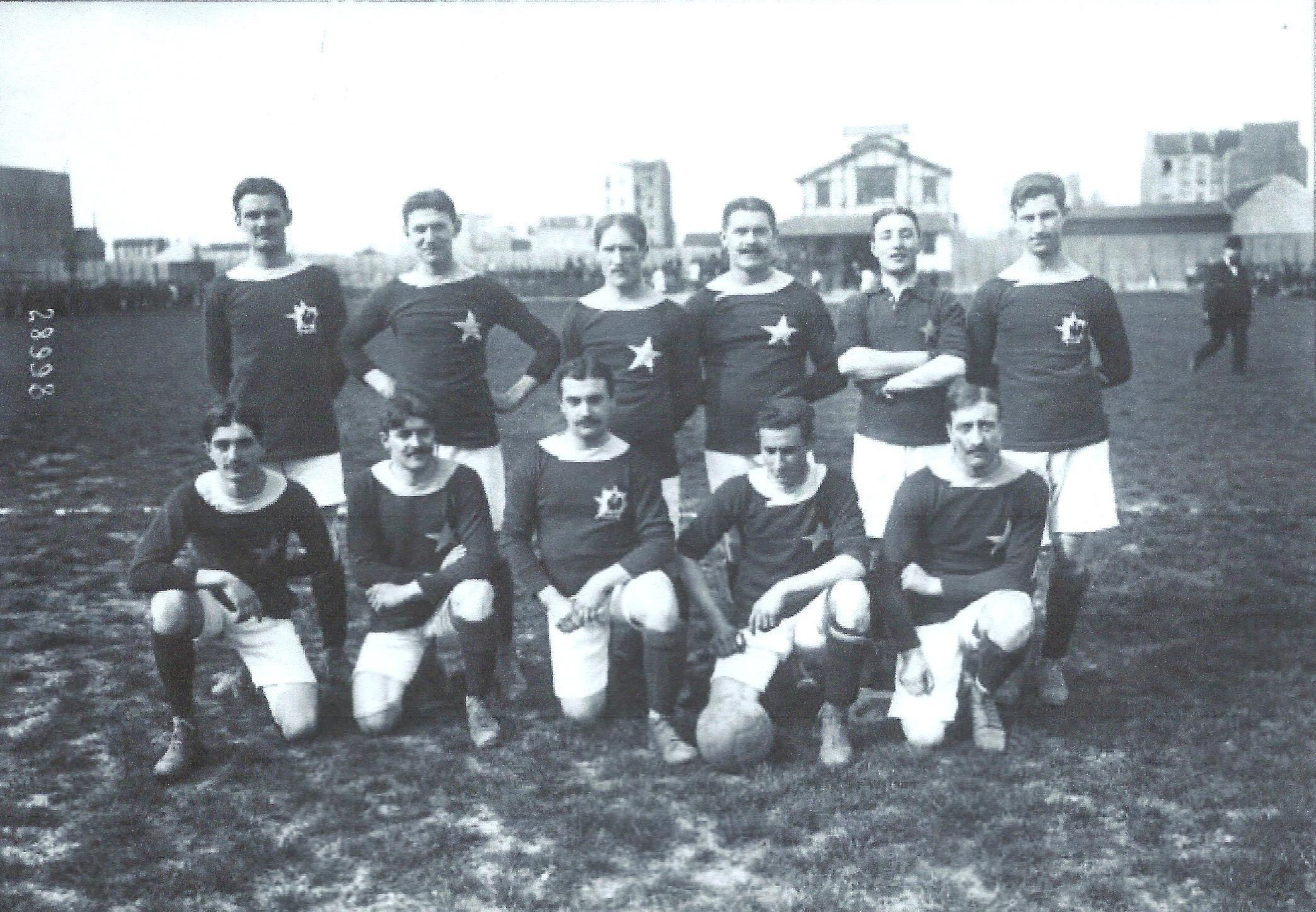
Romano (secondo da destra nella fila in basso) nella formazione dell'Etoile des Deux Lacs.

Con il Étoile des Deux Lacs, club nel quale militava insieme al fratello Paul, vinse il Trophée de France 1912 dopo aver superato in semifinale il Vie au Grand Air du Médoc 5 a 0 il 19 maggio 1912 ed in finale, disputata il 2 giugno 1912, il Red Star Football Club 93 per 3 a 1, incontro nel quale Romano fu l'autore di una doppietta.
In quegli anni esordì anche la Nazionale francese.
Nel 1916 passa all'Olympique de Paris, club con il quale vinse il Challenge de la Renommée 1916, competizione amatoriale organizzata dalla Ligue de football association.
In seguito lascerà il club parigino per trasferirsi al Montriond Lausanne, in Svizzera.
Nel 1918 si trasferisce in Italia per approdare al Torino. Con i granata nel suo primo campionato italiano ottiene il quarto posto nel Girone Semifinale mentre nel secondo pur ottenendo il primo posto del Girone C delle semifinali nazionali, a pari punti con il Legnano, il suo club si ritira dalla competizione.
Nel 1921 si trasferisce alla Reggiana dove gli viene accordato uno stipendio mensile di 1,500 lire, una cifra astronomica per una piccola società come quella granata. Tuttavia le cose non vanno bene e la Reggiana termina nella stagione 1921-1922 all'ultimo posto del girone B dell'Emilia, retrocedendo in Seconda Divisione. Ottiene un quarto posto nel Girone F della Seconda Divisione 1922-1923 e la promozione in Prima Divisione nella stagione seguente.
Il primo anno in Prima Divisione, con gli emiliani, Romano ottiene l'ottavo posto nel Girone A della Lega Nord, mentre la stagione seguente retrocede nella serie cadetta. Ma lui stesso rimane tra i massimi perché lascia la Reggiana e si trasferisce al Genoa per l'incredibile cifra di 45.000 lire. Esordisce in rossoblu il 3 ottobre 1926, nella vittoria casalinga per 4 a 1 contro il Brescia. Tra le file del Grifone, Romano otterrà il quarto posto nella classifica finale della Divisione Nazionale 1926-1927.
Dopo una sola stagione in Liguria, torna in Francia per giocare nel Racing Club de France. Con il club parigino vince nel 1928 la Division d'Honneur, lega che vedeva partecipare i club più importanti di Parigi e dell'Île-de-France
Il ritorno in terra francese è breve, perché già in estate 1928 torna in Italia, nuovamente alla Reggiana, tornata in massima serie. Con gli emiliani retrocede al penultimo posto nella neonata Serie B.
Anche la stagione seguente si risolve con una retrocessione, questa volta in terza serie, che all'epoca porta il nome Prima Divisione.
La stagione 1929-1930 sarà l'ultima che Romano disputa sul campo prima del ritiro dovuto ad un infortunio al ginocchio occorso in un derby contro il Modena.

#### Nazionale
Poté giocare in due nazionali diverse perché all'epoca non vi era una regolamentazione che glielo impedisse.

##### Francia
Nel 1913, mentre militava nei campionati francesi tra le file dell'Étoile des Deux Lacs, Romano venne convocato dalla Nazionale francese per l'amichevole disputa il 20 aprile allo Stade de Paris contro il Lussemburgo. Il match finì 8 a 0 per i bleu e Romano segnò una rete al 78' minuto.

##### Italia
Trasferitosi in Italia, pur avendo già giocato con la Nazionale francese, fu convocato in azzurro, divenendo l'unico giocatore in forza alla Reggiana ad aver vestito la maglia della Nazionale, con la quale esordì il 6 novembre 1921 contro la Svizzera. Romano in azzurro collezionò complessivamente 5 presenze.

### Allenatore
Romano rivestì il ruolo di calciatore/allenatore nella Seconda Divisione 1922-1923 tra le file della Reggiana, ottenendo il quarto posto nel Girone F.
Tornò alla guida della Reggiana nel secondo dopoguerra, nella Serie B-C Alta Italia 1945-1946. Sebbene la squadra fosse stata prima in classifica dopo poche giornate Romano venne esonerato. Poi ricoprì l'incarico sulla panchina dell'Arezzo, esperienza durata però non più di un anno.

## Gli ultimi anni
Dopo l'ultima esperienza sulla panchina, Romano si allontanò definitivamente dal mondo del calcio, vivendo solo e in condizioni economiche molto difficili. Nell'ultimo periodo della sua vita fu più volte ricoverato per le sue precarie condizioni di salute. Morì il 20 agosto 1971 per una complicazione polmonare.
Alla memoria di Felice Romano il comune di Reggio Emilia ha dedicato una delle vie che conducono allo Mapei Stadium - Città del Tricolore.

## Statistiche

### Cronologia presenze e reti nella Nazionale francese
| Cronologia completa delle presenze e delle reti in nazionale ― Francia | Cronologia completa delle presenze e delle reti in nazionale ― Francia | Cronologia completa delle presenze e delle reti in nazionale ― Francia | Cronologia completa delle presenze e delle reti in nazionale ― Francia | Cronologia completa delle presenze e delle reti in nazionale ― Francia | Cronologia completa delle presenze e delle reti in nazionale ― Francia | Cronologia completa delle presenze e delle reti in nazionale ― Francia | Cronologia completa delle presenze e delle reti in nazionale ― Francia |
| Data                                                                   | Città                                                                  | In casa                                                                | Risultato                                                              | Ospiti                                                                 | Competizione                                                           | Reti                                                                   | Note                                                                   |
| ---------------------------------------------------------------------- | ---------------------------------------------------------------------- | ---------------------------------------------------------------------- | ---------------------------------------------------------------------- | ---------------------------------------------------------------------- | ---------------------------------------------------------------------- | ---------------------------------------------------------------------- | ---------------------------------------------------------------------- |
| 20/04/1913                                                             | Parigi                                                                 | Francia                                                                | 8 – 0                                                                  | Lussemburgo                                                            | Amichevole                                                             | 1                                                                      |                                                                        |
| Totale                                                                 |                                                                        | Presenze                                                               | 1                                                                      |                                                                        | Reti                                                                   | 1                                                                      |                                                                        |

### Cronologia presenze e reti nella Nazionale italiana
| Cronologia completa delle presenze e delle reti in nazionale ― Italia | Cronologia completa delle presenze e delle reti in nazionale ― Italia | Cronologia completa delle presenze e delle reti in nazionale ― Italia | Cronologia completa delle presenze e delle reti in nazionale ― Italia | Cronologia completa delle presenze e delle reti in nazionale ― Italia | Cronologia completa delle presenze e delle reti in nazionale ― Italia | Cronologia completa delle presenze e delle reti in nazionale ― Italia | Cronologia completa delle presenze e delle reti in nazionale ― Italia |
| Data                                                                  | Città                                                                 | In casa                                                               | Risultato                                                             | Ospiti                                                                | Competizione                                                          | Reti                                                                  | Note                                                                  |
| --------------------------------------------------------------------- | --------------------------------------------------------------------- | --------------------------------------------------------------------- | --------------------------------------------------------------------- | --------------------------------------------------------------------- | --------------------------------------------------------------------- | --------------------------------------------------------------------- | --------------------------------------------------------------------- |
| 06/11/1921                                                            | Ginevra                                                               | Svizzera                                                              | 1 – 1                                                                 | Italia                                                                | Amichevole                                                            | -                                                                     |                                                                       |
| 26/02/1922                                                            | Torino                                                                | Italia                                                                | 1 – 1                                                                 | Cecoslovacchia                                                        | Amichevole                                                            | -                                                                     |                                                                       |
| 21/05/1922                                                            | Milano                                                                | Italia                                                                | 4 – 2                                                                 | Belgio                                                                | Amichevole                                                            | -                                                                     |                                                                       |
| 03/12/1922                                                            | Bologna                                                               | Italia                                                                | 2 – 2                                                                 | Svizzera                                                              | Amichevole                                                            | -                                                                     |                                                                       |
| 06/04/1924                                                            | Budapest                                                              | Ungheria                                                              | 7 – 1                                                                 | Italia                                                                | Amichevole                                                            | -                                                                     |                                                                       |
| Totale                                                                |                                                                       | Presenze                                                              | 5                                                                     |                                                                       | Reti                                                                  | 0                                                                     |                                                                       |

## Palmarès
- Trophée de France: 1

Étoile des Deux Lacs: 1912
- Challenge de la Renommée: 1

Olympique de Paris: 1916
- Division d'Honneur: 1

RC de FRANCE: 1928